# Georg Egestorff
Georg Egestorff w Linden – manufaktura produkująca amunicję do pierwszych odtylcowo ładowanych karabinów. Amunicja: 
- kaliber 11 mm ,
- długość 78 mm z łuską w tylnej części,
- szerokości 13 mm z ołowianym czubem bez metalowego płaszcza.

Nabijana czarnym prochem (dymnym). Użyta była po raz pierwszy w wojnie burskiej w Afryce, następnie w 1871 r. w wojnie francusko-pruskiej. Sporadycznie stosowana w I wojnie światowej.